# Hambacher Freiheitspreis 1832
Der Hambacher Freiheitspreis 1832 ist eine Auszeichnung, die seit Mai 2022 verliehen wird. Die Preisverleihung findet im Hambacher Schloss bei Neustadt an der Weinstraße statt.
Mit dem Preis sollen alle zwei Jahre Prominente geehrt werden, die sich für die Freiheit und Demokratie von Deutschland und Europa einsetzen.
Die Preis wird von der Sparkasse Rhein-Haardt gestiftet und ist auf 10.000 Euro dotiert. Die Überreichung fand in Anwesenheit von Roger Lewentz, dem damaligen Innenminister des Landes Rheinland-Pfalz, und dem Neustädter Oberbürgermeister Marc Weigel statt.

## Preisträger
- 2022: Joachim Gauck, deutscher Bundespräsident von 2012 bis 2017[2][3]
- 2024: Irina Scherbakowa, russische Dissidentin und Gründungsmitglied der Menschenrechtsorganisation Memorial[4]